# آن‌ویل، کنتاکی
آن‌ویل (به انگلیسی: Annville) یک منطقهٔ مسکونی در ایالات متحده آمریکا است که در شهرستان جکسون، کنتاکی واقع شده‌است. آن‌ویل ۶٫۸ کیلومتر مربع مساحت و ۱٬۰۹۵ نفر جمعیت دارد و ۳۳۶ متر بالاتر از سطح دریا واقع شده‌است.